# 2022~2023년 영국 우편 노동자 파업
2022년 5월부터, 영국의 우체국 노동자들은 일련의 파업과 노동 쟁의에 들어갔다. 그들은 기본적으로 ‘유나이트[연대]’와 ‘커뮤니케이션 워커즈 유니온[통신 노동자 연대](시더블유유)’의 구성원들로 구성되었는데 ‘로열 메일[국영 통신]’과 ‘포스트 오피스[우체국]’에 소속된 사람들이다.

## 배경
영국에서 2022년에 노조 활동이 활발했다. 이것은 나타났는데 생활비 위기 시기 중에, 높은 물가상승, 침체된 임금 상승 그리고 코로나 19 감염병 유행 이후에 말이다.

## '포스트 오피스' 파업
시더블유유 조합원들은 5월 3일에 임금 문제로 일일 파업에 들어갔는데; 조합원들은 2021년에 그들의 임금을 동결당했고 2022년에 2퍼센트 인상에 더해서 250파운드의 일회성 지급을 제안받았다. 시더블유유는 그 제안이 “예외적으로 나쁘다”고 말했는데 소비자 물가 지수 상승률이 9퍼센트에 달한 상황에서 말이다. “대다수”의 지회들이 영향을 받지 않을 것이라고 ‘포스트 오피스’는 주장했다. 약 3천5백 명의 조합원들이 투쟁에 뛰어들었다. 
엘리자베스 2세의 플래티넘 주빌리[70주년 행사] 기간인 6월 4일 토요일에 노동자들은 다시 파업에 들어갔는데, 2.5퍼센트에 더해서 500파운드 지급이라는, 임금 제안을 ‘포스트 오피스’가 한 이후에 말이다. 시더블유유는 말했는데 모든 114개의 국영 우체국('유한회사 포스트 오피스'에 의해 직접 운영되는 곳들)은 당일에 문을 닫을 것이라고 그리고 6월 6일 월요일에 우체국에서의 현금 입금이나 이체는 없을 것을 공급망 노동자에 의한 행동은 의미할 것이라고 말이다.
세 번째 파업의 날이 7월 11일에 조직되었는데 3퍼센트 인상과 500파운드 지급의, 임금 계획안을 조합원들이 거부한 후에 말이다. 앤디 퓨리, 시더블유유 부위원장은, 말했는데 ‘포스트 오피스’의 제안은 "대규모의 사실상 임금 삭감"을 계속해서 나타낸다고 말이다. 공급-망 노동자들도 7월 14일에 파업에 들어갔는데, 수천 곳의 우체국에서, 집하와 배송에 영향을 미치면서 말이다.
시더블유유는 8월 12일에 4차 파업을, 8월 26,27 그리고 30일에 들어간다고 발표했는데 - 모든 조합원들이 8월 26일에, 같은 날 ‘로열 메일’ 행동에 맞추어서, 8월 27일에 국영 사무소 노동자들이 파업하면서, 그리고 공급-망 노동자들이 8월 30일에 파업하면서 말이다.

## '로열 메일' 파업
2022년 6월 29일에, ‘유나이트’의 ‘로열 메일’ 매니저들은 파업 행동과 파업 없는 쟁의 행위를 투표로 승인했는데 “악화되는 고용 조건”으로 이어질 것이라고, 노조가 주장하는, 일자리 감축과 재파견 계획과 관련해서 말이다. 잉글랜드, 웨일즈 그리고 스코틀랜드에서, 86퍼센트의 조합원들이 파업하는 것으로 그리고 91퍼센트가 파업 없는 쟁의 행위에 들어가는 것으로 투표했다. 북아일랜드에서, 89퍼센트가 파업에 그리고 88퍼센트가 파업 없는 쟁의 행위에 투표했다. 행동은 천 곳 이상의 배달 사무소에 걸쳐서 약 2천4백 명의 매니저들을 포함했다.
시더블유유는 7월 20일에 두 번째 투표를 발표했는데 ‘로열 메일’의 계획된 일자리 구조조정에 대해서 말이다. ‘로열 메일’은 그것의 더 수익이 많은 국제적 물류 사업에서, 그것의 우편 업무를 떼어내는 것을 그것이 검토할 것이라고 말했는데 만약에 노조가 재구조조정 계획을 받아들이지 않는다면 그랬는데, 그것이 백만 파운드까지 하루에 적자를 보고 있다고 말하면서 말이다. 시더블유유는 로열 메일을 “거짓말 적자”로 비난했는데 2개월 전에 연간 7억5천8백만 파운드의 운영 수익을 기록해왔음에도 불구하고 말이다.
8월 17일에, 시더블유유는 로열 메일의 조합원들이 더 긴 파업에 대해서 98.7퍼센트의 찬성으로 통과시켰는데 72퍼센트의 투표율로, 고용 조건(임금에 대한 별도 투쟁 말고도)에 대한 파업 말이다. 시더블유유는 그후에 일차 파업이 이루어진다고 발표했는데 8월 26일과 31일에, 그리고 9월 8-9일에 각각 말이다.
9월 7일에, 시더블유유는 말했는데 그것의 조합원들이 5.5퍼센트 임금 제안을 거절했고 9월 30일과 10월 1일에 또다른 이틀 파업을 지지한다고 말이다. 9월 9일에 계획된 시더블유유 행동(48시간 파업의 후반부로서의)은 엘리자베스 2세의 서거 이후에 취소되었는데 국가와 그녀의 가족에의, 그녀의 장례식에 대한 존경의 의미로" 말이다.
9월 22일에, 로열 메일은 시더블유유에 서한을 보냈는데 아카스, 노사 관계 중재 기구로 협상이 이관되어야 한다고 제안하는 것이었는데, 5개월의 협상과 세 번의 분쟁 조정 절차가 아무런 협상으로 이어지지 않은 후에 말이다.
9월 27일에, 시더블유유는 93.5퍼센트의 조합원들이 파업 행동을 지속하는 것으로 다시 투표했다고 발표했고 19일 간의 추가 파업을 그것이 계획하고 있다고 말했는데 블랙 프라이데이, 사이버 먼데이 그리고 크리스마스 준비 같은, 성수기를 포함하기 위해서 10월과 11월에 걸쳐서 말이다.
로열 메일의 시더블유유 조합원들은 다시 한번 10월 13일에 파업을 했는데, 아무런 우편물도 배달되지 않고 택배 배송이 방해되게 하면서 말이다. 또다른 파업일은 10월 20일에, 그리고 10월 25일에 있었다. 

### 제안된 새로운 임금 협상 및 크리스마스 파업
10월 31일에, 로열 메일 최고경영자 사이먼 톰슨은 새로운 18개월 9퍼센트 임금 협상을 우체국 노동자들에게 발표했는데, 이것이 회사가 감당할 수 있는 "최선이자 최후의 제안"이라고 말하면서 말이다. 시더블유유의 위원장 데이브 워드는 "변화를 명령하고 논의하지 않는다"고 로열 메일을 비판하는 것으로 대답했는데 반면에 시더블유유는 블랙 프라이데이까지 대부분의 11월 파업을 보류할 것이라고 발표했는데, 그것이 그 협상에 대해서 그것의 조합원들과 논의할 수 있도록 말이다. 이것은 로열 메일과 시더블유유 사이의, 일련의 협상을 시작하도록 했는데 그것은 그달 대부분에 걸쳐서 지속되었다.
11월 17일에, 시더블유유는 "우체국 노동자의 생계가 위험하다"고 말하면서, 그 임금 협상을 공식적으로 거부했고 블랙 프라이데이 동안의 파업일은 진행될 것이라고 발표했는데, 또한 12월 9, 11, 14, 15, 23 그리고 24일 각각의, 추가 파업일도 말이다. 크리스마스 파업은 영국 전역에서 우편 물류의 심각한 차질로 이어졌다.

## 반응
'브라잇 그린'은 2022년 8월에 보도했는데 53퍼센트의 대중이 우체국 노동자들에 의한 노동쟁의 행위를 정당하다고 보았는데, 그것을 정당하지 않다고 본 32퍼센트에 비교해서 말이다.
2022년 7월의 보수당 대표 선거 기간에, 리즈 트러스는 파업에 제한을 강화하는 법안을 발의했는데 우체국 영역을 포함하는, 특정 산업에서 말이다. 이 계획은 다음의 것들을 포함했는데 그것은 40퍼센트에서 50퍼센트로 투표 하한선을 상향시키는 것, 이 주에서 사 주로 파업에 대한 최소한의 공지 기간을 늘리는 것, 그리고 노조가 쟁의행위를 할 수 있는 정도를 제한하기 위해서 냉각기를 도입하는 것이다. 비록 트러스가 위원장 선거를 이겼고 ‘대중교통 파업 (최소 서비스 수준) 법안’이 2022년 10월 20일에 도입되었지만, 법안은 우정 업무 영역을 포함하지 않았고 트러스는 정부 위기 이후에 10월 21일에 사임했다.